# Du sollst Vater und Mutter ehren (1913)
Du sollst Vater und Mutter ehren ist ein deutsches Stummfilmdrama aus dem Jahre 1913 mit Erna Morena in der Hauptrolle.

## Handlung
Der einfache Herr Claussen und seine Frau sind bäuerlichen Geblüts und stets bereit, für ihren einzigen Sohn Wilhelm ihr letztes Hemd zu opfern, damit dieser studieren kann. Doch der Sohn schämt sich der einfachen Herkunft seiner Eltern und verleugnet sie später sogar, als er sozial aufsteigt und mit seiner einfachen Herkunft nicht mehr konfrontiert werden möchte. Dr. Wilhelm Claussen nabelt sich vollständig ab, als er sich standesgemäß, wie er glaubt, verloben möchte, und informiert darüber seine Eltern nicht. Dann schlägt das Schicksal erbarmungslos zu:
Wilhelms Mutter stirbt, und Professor Arendt, der Vater seiner Verlobten, ist erzürnt über Wilhelms Verhalten, seine eigenen Eltern zu verleugnen. Alles scheint für den Jungakademiker in Trümmer zu fallen. Arendt ist nun nicht mehr bereit, seine Tochter diesem offensichtlich seinen Eltern gegenüber sehr undankbaren Menschen zur Hand zu geben, und Wilhelm glaubt bald, nur noch sein Heil im selbst gewählten Untergang zu finden. Es ist ausgerechnet der alte Vater, der ihn im letzten Moment von den Bahngleisen, auf denen ein Zug heranrauscht, zurückzureißen.

## Produktionsnotizen
Du sollst Vater und Mutter ehren entstand im Duskes-Filmatelier in der Berliner Blücherstraße 12. Der Film passierte im Januar 1913 die Zensur, erhielt Jugendverbot und wurde am 8. März 1913 uraufgeführt. Der Dreiakter hatte eine Länge von 1100 Metern.
Kurz hintereinander drehte Erna Morena zum Jahresende 1912 für die Duskes-Film drei kurze Streifen, die allesamt im Januar 1913 die Zensur passierten: Neben Du sollst Vater und Mutter ehren waren dies Die Sphinx und Irrwege.
Du sollst deinen Vater und deine Mutter ehren ist das vierte der Zehn Gebote.

## Kritik
„Ein hübsch angelegter Duskesfilm ist das Lebensbild „Du sollst Vater und Mutter ehren“. Er ist gut gespielt, namentlich die alte Frau Claussen und ihr Mann sind schön gezeichnet. Ein Kabinettstück schauspielerischen Könnens ist der Professor Arendt. Auch Erna Morena ist beschäftigt. Diesmal in einer von ihren Rollen gewohnten Art grundverschieden. Die züchtige, folgsame Haustochter. Die Tragik des Falles selbst ist zwar etwas hohl.“